# Ножки Буша
«Но́жки Бу́ша» — распространённое на постсоветском пространстве прозвище куриных окорочков, импортируемых из США.
Название «ножки Буша» появилось в 1990 году, когда было подписано торговое соглашение между Михаилом Горбачёвым и Джорджем Бушем — старшим о поставке в СССР замороженных куриных окорочков. Так как в 1990 году советские прилавки пустовали, «ножки Буша» благодаря своей дешевизне и доступности пользовались большой популярностью.

## Экономический аспект
Соединённые Штаты стали крупным поставщиком курицы в Россию. В 2006 году 55 % всей проданной курицы были выращены в России, 35 % были импортированы из США, 6 % — из Бразилии, и 4 % — из других стран, преимущественно европейских. В 2005 году было подписано соглашение между российским правительством и правительством США, согласно которому до 2009 года американским поставщикам принадлежит 74 % квот на импорт курицы и каждый год поставки должны расти на 40 тысяч тонн.

## Качество мяса
Было распространено мнение, что «ножки Буша» вредны для здоровья, так как в конечностях концентрируются антибиотики и гормональные препараты, используемые при выращивании птицы. Как следствие использования антибиотиков, у людей, часто употребляющих «ножки Буша», возможно понижение иммунитета и аллергические реакции. На американских птицефабриках при производстве мяса птиц используют хлор, при этом официально разрешённая концентрация хлора составляет 20—50 ppm. Производители считают хлорирование слабыми растворами допустимым и не наносящим вреда здоровью человека, проводя сравнение с добавлением хлора в питьевую воду.

## Политический аспект
Поставки американской курицы использовались обеими сторонами как рычаг политического давления, так как на Россию приходилось до 40 % экспорта окорочков из США.
Когда в 2002 году в американской курятине были найдены бактерии сальмонеллы, ввоз «ножек Буша» на территорию России был запрещён на один месяц.
В 2006 году глава Министерства экономического развития и торговли Герман Греф направил торговому представителю США Сьюзан Шваб, ведущей переговоры с Россией о вступлении во Всемирную торговую организацию, письмо-ультиматум об отмене преференции на ввоз сельхозпродукции (в том числе «ножек Буша») из США, в случае если Штаты не согласуют протокол о вступлении России в ВТО за три месяца.
С 1 января 2009 года в России вступило в силу распоряжение главного государственного санитарного врача, которое запрещает продавать населению курицу, при производстве которой для обеззараживания используются соединения хлора в высокой концентрации.
7 августа 2014 года ввоз всей мясной продукции из США был запрещён из-за российского эмбарго. «Ножки Буша» перестали поставляться в Россию. В мае 2015 года премьер-министр РФ Дмитрий Медведев заявил, что Россия в состоянии полностью обеспечить себя мясом птицы.

## Похожие названия
- «Яйца Рузвельта» — яичный порошок, поставлявшийся из США в СССР по ленд-лизу в годы Второй мировой войны[10].
- «Яйца Эрдогана» — яйца, поставка которых из Турции началась на рубеже 2023/24 годов при нехватке соответствующей российской продукции[11].